# برنتزویلر
برنتزویلر (به فرانسوی: Berentzwiller) یک کمون در فرانسه است که در او-رن واقع شده‌است. برنتزویلر ۶٫۰۸ کیلومتر مربع مساحت دارد ۳۶۰ متر بالاتر از سطح دریا واقع شده‌است.